# Bapineuzumab
Bapineuzumab (apodado " bapi ") es un anticuerpo monoclonal humanizado que actúa en el sistema nervioso y puede tener un valor terapéutico potencial para el tratamiento de la enfermedad de Alzheimer y posiblemente del glaucoma. Sin embargo, en 2012 no consiguió producir mejoras cognitivas significativas en los pacientes de dos grandes ensayos, a pesar de reducir los biomarcadores clave de la EA, la placa cerebral amiloide y la proteína tau hiperfosforilada en el LCR.
Se ha demostrado que Bapineuzumab reconoce los 5 residuos extremos N-terminales del péptido Aβ en una conformación helicoidal (4HIX.pdb) estabilizada por enlaces de hidrógeno internos que implican a los tres primeros aminoácidos
Bapineuzumab es un anticuerpo contra las placas de beta-amiloide (Aβ) que se cree que subyacen a la neuropatología de la enfermedad de Alzheimer. En ensayos clínicos anteriores de vacunación contra el beta amiloide humano, denominados AN-1792, los pacientes con enfermedad de Alzheimer que utilizaron la inmunización activa obtuvieron resultados positivos con la eliminación de las placas, pero el 6% de los sujetos desarrollaron meningitis aséptica y el ensayo se interrumpió.

## Pruebas
El bapineuzumab estaba siendo desarrollado conjuntamente por las empresas farmacéuticas Élan y Wyeth y entró en ensayos de fase III en diciembre de 2007. En 2008, una filial de Johnson & Johnson adquirió una parte sustancial de los activos de Élan relacionados con el programa de inmunoterapia contra el Alzheimer, que Élan había compartido con Wyeth. El programa continúa con Pfizer, que adquirió Wyeth en 2009.
El bapineuzumab fue el primer anticuerpo que provocó anomalías en las imágenes relacionadas con el amiloide, incluida una acumulación de líquido en el tejido cerebral (ARIA-E) en los pacientes que recibieron la dosis más alta. No se encontraron riesgos para la salud en los sujetos que recibieron 0,5 o 1 mg de bapineuzumab. Los pacientes que hanbían estado recibiendo o habían sido programados para recibir la dosis más alta fueron retirados de los ensayos o cambiados a dosis más bajas.
Se ha cuestionado la eficacia de los fármacos dirigidos a las placas cerebrales de los pacientes con Alzheimer, aunque dichos fármacos pueden seguir siendo eficaces para la profilaxis si se administran a personas que aún no han desarrollado síntomas clínicos.
El 6 de agosto de 2012, Pfizer Inc. y Johnson & Johnson informaron de que ponían fin al desarrollo de una formulación intravenosa de bapineuzumab. Las pruebas mostraron que el fármaco no funcionó mejor que el placebo en dos ensayos de última etapa en pacientes que tenían la enfermedad de Alzheimer de leve a moderada.
Élan anunció que Johnson & Johnson, el 16 de julio de 2013, había interrumpido las pruebas de fase 2 de la formulación subcutánea de bapineuzumab

## Uso de información privilegiada
Mathew Martoma, ex de S.A.C. Capital Advisors, fue condenada en febrero de 2014 por uso de información privilegiada a partir de las noticias transmitidas por el neurólogo Sid Gilman sobre la cancelación de las pruebas de bapineuzumab.